# Ylinen Savijärvi
Ylinen Savijärvi och Alinen Savijärvi är sjöar i Finland. De ligger i kommunen Hattula i landskapet Egentliga Tavastland, i den södra delen av landet, 100 km norr om huvudstaden Helsingfors. Ylinen Savijärvi ligger 137 meter över havet. Arean är 36 hektar och strandlinjen är 3,85 kilometer lång. Sjön  ingår i Kumo älvs huvudavrinningsområde.   I omgivningarna runt Ylinen Savijärvi växer i huvudsak blandskog.